# 土木計画学
土木計画学（どぼくけいかくがく、英：Planning and management of land, infrastructure and project）は、国土計画や都市計画、環境計画、交通計画などの計画の応用分野ともいうべき空間・環境計画や社会的な施設システムの計画と、土木事業の企画・計画、設計、施工、管理といった各プロセスにおけるいわゆる計画・管理内容としての土木事業計画について、それらの基礎および共通する計画の理念および手順、手法をシステム工学的な見地にもとづいて展開した学問の体系である。

## 土木計画学の定義
土木計画学は、土木計画を対象にする学問の体系である。土木計画には、国土計画や都市計画、交通計画など空間や施設システムの計画を主体とするものと、各種土木事業の実施における計画の立案並びに実施過程の計画といった事業マネジメントを主体にするものの2通りに大別される内容がある。しかし、計画の理念や手順、手法については互いに共通するところがある。
したがって、土木計画をどのように把握するかで、土木計画学の内容が定まるが、その土木計画に関し一般的に次のように定義することができる。すなわち、土木計画とは、空間、社会基盤施設およびそれらにかかわる土木事業において発生する問題内容を発見整理し、これに関係する社会基盤施設などを対象に、事業の主体者（意思決定者）が計画の目的を検討し、目的達成に必要な多くの手段（代替案）の中から、合理的かつシステマティックな選択行為を遂行する一連の行為と、その支援手続きおよびそれらにより得られる成案である、とするものである。
この土木計画の定義から、主体者（意思決定者）、対象、目的、手段（対代案）といったキーワードがひろいだされる。これらに計画内容の配列や実施過程のつながりを意味する構成を加えた5つの項目が、土木計画の基本要素ということができる。したがって、土木計画学は、これら基本要素に沿った内容に関する各論を展開するとともに、その組み立てによる土木計画のシステムを構築し、必要となる科学的手法を展開する内容となる。具体的には、社会基盤施設や土木事業などの計画に関係する現象の把握・分析とその将来予測を内容とする現象システムと、計画の立案および評価を内容とする評価システムとから成り立つ学問の体系として土木計画学を定義することができる。
土木計画学として計画史の研究は、昭和20年代に利根川と筑後川で発生した大規模水害を一つの契機とし、治水技術の問題点を明らかにする研究が河川分野で行われるようになる。それを担ったのが安芸皎一が事務局長を務めた経済安定本部資源調査会の地域計画部会で小出博、栗原東洋、新沢嘉芽統らを中心にして,「日本古来の治水技術を文化遺産としてもう一度評価」してそれを一つの拠り所とした新たな技術論の構築が目指された。伝統技術に関する文献の発掘・分析もこの部会で行われていた。彼らは建設省からの強い反発に遭いながらも、歴史的文献の調査とフィールドワークの中から近代治水事業の計画思想を紡ぎ出し、当時の河川事業に欠如していた川の個性に基づく計画の重要性を説いた。この研究の流れ自体はその後も高橋裕、宮村忠、大熊孝らに受けつがれていくが、これに対し河川法改正（1964年〈昭和39年〉）をめぐる動きを背景として参議院建設委員会常任委員会専門員の武井篤は治水の政治的性格に着目し「わが国における治水の技術と制度の関連に関する研究」を取りまとめ、その技術と制度の矛盾について歴史的に考察、これは河川史研究における日本初の学位論文である。現代的な問題意識をもとに描き出されたこれら河川史研究はその後より広範で密な史料分析に基づく検証によって精緻化がはかられる。それを代表するのが松浦茂樹や知野泰明らの研究である。
もちろん計画史研究は河川以外の社会基盤施設も対象として行われる。その後鈴木忠義らがこうした計画学研究を土木の計画原論として発展させようとしていたが、むしろ計画学の主流は河川以外の分野が占することになっていった。

## 土木計画学の内容
土木計画学の主な内容は以下のとおりである。
- 土木計画の定義と意義
- 土木計画の手順
- 計画課題の発見と整理
- 計画における調査と分析
- 計画における予測（社会的内容、経済的内容、環境など）
- 計画における代替案の作成
- 計画の評価と利害調整
- 社会資本のマネジメント

など。

## 土木計画学を学べる大学・研究室のリスト
あ行
- 愛知工業大学工学部都市環境学科 土木工学専攻 計画・測量研究室
- 茨城大学工学部 都市システム工学科 計画・交通研究室
- 宇都宮大学大学院工学研究科博士前期課程地球環境デザイン学専攻 都市計画研究室
- 愛媛大学工学部 工学科 社会基盤工学コース 社会デザインコース
- 大阪大学大学院工学研究科地球総合工学専攻 社会システム学講座 交通システム学領域
- 大阪工業大学都市デザイン工学科（土木工学科から改称）都市・地域計画研究室
- 岡山大学環境理工学部環境デザイン工学科 地域環境計画学研究室（阿部・氏原）
- 岡山大学大学院 環境生命科学研究科 社会基盤環境学専攻 都市環境創成学講座 社会システム計画学研究室

か行
- 金沢大学大学院 自然科学研究科理工研究域 環境デザイン学系 交通まちづくり研究室
- 関西大学環境都市工学部 都市システム工学科 都市地域計画研究室 交通工学研究室 交通システム研究室
- 岐阜大学工学部 社会基盤工学科 地域システムデザイン研究グループ（地域環境デザイン研究室・交通システムデザイン研究室）
- 九州工業大学工学部 建設社会工学科交通工学研究室
- 九州大学大学院工学研究院都市システム学講座 および 工学部 地球環境工学科 建設都市工学コース 国土政策・防災研究室 アジア防災研究センター地域防災・国際連携研究分野 都市システム計画学研究室
- 京都大学大学院
  - 工学研究科 低炭素都市圏政策ユニット
  - 工学研究科 都市社会工学専攻
    - 交通マネジメント工学講座 交通行動システム研究室（藤井研究室）
    - 交通マネジメント工学講座 交通情報工学研究室
    - 都市社会計画学講座 都市地域計画研究室
    - 都市社会計画学講座 計画マネジメント論研究室
- 近畿大学理工学部 社会環境工学科 環境計画コース 都市交通工学研究室
- 熊本大学
  - 大学院 自然科学研究科 環境共生工学専攻 交通まちづくり研究室
  - 工学部 社会環境工学科及び大学院 自然科学研究科 社会環境工学専攻
    - 交通政策分析研究室
    - 地域風土計画研究室
- 群馬大学理工学研究院 大学院理工学府環境創成部門 広域首都圏防災研究センター 災害社会工学研究室
- 慶應義塾大学理工学部管理工学科 大門研究室
- 高知工科大学システム工学群 および大学院工学研究科 基盤工学専攻 社会システム工学コース 地域連携機構 連携研究センター 建築・都市デザイン専攻 計画グループ 都市・交通計画研究室
- 神戸大学 工学部 市民工学科 土木計画学研究グループ

さ行
- 埼玉大学工学部 建設工学科 大学院理工学研究科 環境システム工学系専攻 交通・計画グループ（旧設計計画研究室）
- （佐賀大学理工学部 都市工学科 都市デザイン研究室）
- 芝浦工業大学工学部 土木工学科 交通計画研究室
- 首都大学東京
  - 都市環境学部 都市基盤環境学科 及び 都市環境科学研究科 都市基盤環境学域 交通グループアジア高度研究推進室 計画・交通分野
  - 大学院 都市環境科学研究科 観光科学域 及び 都市環境学部 観光科学科 ツーリズム・モビリティー計画学研究室

た行
- 筑波大学大学院システム情報系社会工学域 システム情報工学研究科
  - 社会工学専攻
    - 近未来計画学研究室
    - 都市交通研究室
    - 不動産・空間計量研究室

  - リスク工学専攻 公共心理研究室
- （電気通信大学大学院 情報システム学研究科 社会知能情報学専攻 社会情報システム学講座）
- 東京海洋大学海洋工学部 流通情報工学科 地域計画研究室（兵藤 哲朗）
- 東京工業大学
  - 大学院総合理工学研究科
    - 人間環境システム専攻 屋井研究室
    - 人間環境システム専攻 室町研究室

  - 大学院理工学研究科
    - 環境・社会理工学院 融合理工学系 国際開発工学専攻 花岡研究室
    - 土木工学専攻及び環境・社会工学院 土木・環境工学専攻 朝倉研究室
    - 土木工学専攻及び環境・社会工学院 土木・環境工学専攻 福田研究室
- 東京大学大学院工学系研究科
  - 社会基盤学専攻
    - 国際プロジェクト研究室
    - 交通・都市・国土学研究室
    - 社会基盤経済学研究室
    - 地域/情報研究室

  - 都市工学専攻 都市交通研究室
- 東京大学生産技術研究所交通工学研究室
- 東京理科大学理工学部 土木工学科 計画研究室
- 東北大学大学院
  - 工学研究科 土木工学専攻 数理システム設計学研究室
  - 情報科学研究科
    - 人間社会情報科学専攻 空間計画科学研究室
    - 人間社会情報科学専攻 社会経済情報学講座
    - 人間社会情報科学専攻 社会システム計画学研究室
- 鳥取大学工学部 社会システム土木系学科及び大学院工学研究科 工学専攻 社会システム土木コース及び社会基盤工学専攻 社会経営工学講座
  - （RPRS 持続的過疎社会形成研究プロジェクト）

な行
- 長岡技術科学大学工学部 環境・建設系 都市交通研究室
- 名古屋大学
  - 大学院工学研究科 土木工学専攻 及び 工学部 環境土木・建築学科 環境土木工学コース 未来社会創造機構 森川・山本・三輪研究室
  - 大学院環境学研究科 都市環境学専攻 林・加藤研究室
  - 大学院環境学研究科 都市環境学専攻 中村研究室
- 名古屋工業大学工学部 社会開発工学科 都市・交通研究室
- 西日本工業大学工学部 総合システム工学科 土木工学系河野研究室
- 日本大学理工学部
  - 交通システム工学科
    - 運輸交通計画研究室（とどろき研究室）
    - 空間情報研究室（佐田・石坂研究室）
    - 交通システム研究室（福田・伊東研究室）

  - 土木工学科
    - 社会基盤マネジメント研究室
    - 都市計画研究室

は行
- 広島大学
  - 大学院工学研究科 社会基盤計画学専攻 工学部第四類 社会基盤環境工学プログラム 地球環境計画学研究室
  - 大学院国際協力研究科 交通工学研究室
- 福岡大学工学部
  - 社会デザイン工学科 景観まちづくり研究室
  - 社会デザイン工学科 交通・都市システム研究室
- 北海道大学工学部環境社会工学科 国土政策学コース 社会基盤計画学研究室
- 北海道大学大学院工学研究科北方圏環境政策工学専攻 寒冷地建設工学講座 交通インテリジェンス研究室

ま行
- 宮崎大学工学部 社会環境システム工学科 環境計画系分野
- 室蘭工業大学大学院工学研究科 建築社会基盤系専攻 有村研究室

や行
- 山口大学工学部 社会建設工学科 及び大学院理工学研究科 都市空間計画学教育研究分野 都市社会システム工学研究室
- 山梨大学工学部 土木環境工学科 佐々木研究室
- 横浜国立大学理工学部建築都市・環境系学科 都市科学部 都市基盤学科 第4研究分野及び大学院 都市イノベーション学府・研究院都市地域社会専攻 交通と都市研究室

わ行
- （早稲田大学創造理工学部社会環境工学科景観・デザイン研究室）

## 土木計画学を研究する機関・組織
- 運輸政策研究機構運輸政策研究所
- 国土交通省国土技術政策総合研究所
  - 沿岸海洋・防災研究部 沿岸防災研究室
  - 都市研究部 都市施設研究室
- 豊田都市交通研究所